# George von Günther
George Günther, ab 1711 George von Günther, (* 1655 in Schönheide, Kreisamt Schwarzenberg; † 24. Dezember 1724) war ein kurfürstlich-sächsischer und königlich-polnischer Beamter und Rittergutsbesitzer. Er war Oberforst- und Wildmeister in Zschopau, später Landjägermeister, Oberlandfischmeister und Amtshauptmann der Ämter Augustusburg, Chemnitz und Frankenberg (Sachsen).

## Leben
Er stammte aus einer Försterfamilie. Bereits seine Vorfahren, Christoph Günther und dessen Bruder Hieronymus Günther, sollen von Kaiser Rudolf II. am 29. November 1589 in den Reichsadelsstand erhoben worden sein.
Am 16. November 1679 wurde er kursächsischer Oberforst- und Wildmeister in Zschopau im Erzgebirge. Diese Funktion übte er bis zu seiner Erhebung in den Adelsstand durch Kaiser Karl VI. am 4. Oktober 1711 aus. 
Günther erwarb 1688 das Lehngut Niederrabenstein bei Chemnitz von den Söhnen des Vorbesitzers Georg Wolff. 1702 kaufte er zusätzlich das Vorwerk Chemnitz dazu, für das er 6750 Mariengulden zahlen musste.
Am 4. Oktober 1712 erschien eine Medaille mit einem geharnischten Brustbild von ihm als Amtshauptmann.
Am 24. Mai 1716 wurde Günther zum Landjägermeister ernannt, gleichzeitig war er bereits ab 1692 Oberlandfischmeister und ab 1699 Amtshauptmann in Augustusburg, Chemnitz und Frankenberg.
Er erwarb am Todestag seiner Ehefrau, am 9. September 1704, die frühere Sakristei der Stadtkirche in Zschopau für 50 Reichstaler als Begräbnisplatz für sich und seine Familie. Dort wurden seine mit 44 Jahren verstorbene Ehefrau und 1705 die gemeinsame Tochter Susanna Helena beigesetzt.